# Matysówka
Matysówka – część Rzeszowa od 1 stycznia 2019 r., dzielnica niestanowiąca jednostki pomocniczej gminy, wchodząca w skład osiedla nr XXXI Matysówka.
Wzmiankowana w 1423 po raz pierwszy jako Mathisowka w dożywotnim nadaniu klucza tyczyńskiego, wówczas własności Władysława Jagiełły, przywódcy husyckiemu Janowi z Jičína; później w rękach Pileckich. Nazwa dzierżawcza wywodzi się od imienia Matys(z), mieszkańca pobliskiej Brzezówki. Do końca roku 2018 wieś w województwie podkarpackim, w powiecie rzeszowskim, w gminie Tyczyn. W latach 1975–1998 miejscowość administracyjnie należała do województwa rzeszowskiego.
Matysówka jest siedzibą parafii Matki Bożej Królowej Polski, należącej do dekanatu Rzeszów Katedra, diecezji rzeszowskiej.
| SIMC    | Nazwa  | Rodzaj    |
| ------- | ------ | --------- |
| 0666058 | Działy | część wsi |
| 0666064 | Góra   | część wsi |
| 0666070 | Łany   | część wsi |

Od 2019 części dawnej wsi zachowały numery SIMC, lecz są częściami miasta Rzeszów.